# معركة مرتفعات شاكر
معركه مرتفعات شاكر (فيلم) (بالإنجليزية: The Battle of Shaker Heights)‏ هو فيلم سينمائي تم إنتاجه في الولايات المتحدة سنة 2003. الفيلم من إخراج أفرام بوتلي ومن بطولة شيا لابوف وويليام سادلر وإيمي سمارت
.

## القصة
تدور أحداث الفيلم حول قصة شاب في السابعة عشرة والمشاكل التي يواجهها في المدرسة والمنزل ومع الأصدقاء والأعداء

## إيرادات شباك التذاكر
حقق الفيلم أرباحا تقدر بـ $280,351

## وصلات خارجية
- معركة مرتفعات شاكر على موقع IMDb (الإنجليزية)
- معركة مرتفعات شاكر على موقع ميتاكريتيك (الإنجليزية)
- معركة مرتفعات شاكر على موقع روتن توميتوز (الإنجليزية)
- معركة مرتفعات شاكر على موقع نتفليكس (الإنجليزية)
- معركة مرتفعات شاكر على موقع قاعدة بيانات الأفلام العربية
- معركة مرتفعات شاكر على موقع ألو سيني (الفرنسية)
- معركة مرتفعات شاكر على موقع Turner Classic Movies (الإنجليزية)
- معركة مرتفعات شاكر على موقع أول موفي (الإنجليزية)
- معركة مرتفعات شاكر على موقع بوكس أوفيس موجو (الإنجليزية)
- معركة مرتفعات شاكر على موقع فيلمافينيتي (الإسبانية)

1. ↑  "معلومات عن معركة مرتفعات شاكر على موقع megogo.net". megogo.net. مؤرشف من الأصل في 2019-12-13.
2. ↑  "معلومات عن معركة مرتفعات شاكر على موقع ui.eidr.org". ui.eidr.org. مؤرشف من الأصل في 2019-12-13.
3. ↑  "معلومات عن معركة مرتفعات شاكر على موقع catalog.afi.com". catalog.afi.com. مؤرشف من الأصل في 2019-12-13.